# Nanette of the Wilds
Pour plus de détails, voir Fiche technique et Distribution.
Nanette of the Wilds est un film muet dramatique américain de 1916 réalisé par Joseph Kaufman et écrit par Willard Mack. Le film met en vedette Pauline Frederick, Willard Mack, Macey Harlam, Charles Brandt, Frank Joyner et Daniel Pennell. Le film est sorti le 26 novembre 1916 par Paramount Pictures.

## Fiche technique
- Réalisation : Joseph Kaufman
- Scénario : Willard Mack
- Date de sortie : 1916

## Distribution
- Pauline Frederick : Nanette Gauntier
- Willard Mack :  Constable Thomas O'Brien
- Macey Harlam :  Baptiste Flammant